# でんぱれーどJAPAN
「でんぱれーどJAPAN」（でんぱれーどジャパン）は、でんぱ組.incの楽曲。小沢健二が1995年に発表した楽曲「強い気持ち・強い愛」のカバーと両A面で、でんぱ組.incの4枚目のシングル『でんぱれーどJAPAN/強い気持ち・強い愛』としてMEME TOKYOから2012年5月23日に発売された。

## 概要
作曲・編曲を手掛けた玉屋2060%によれば、かつてトイズファクトリー社内で成瀬を見かけた時から「でんぱ組.incに楽曲提供をしたい」という思いを持っており、依頼が来てからは2 - 3日で当楽曲のデモを制作したという。ただし、歌詞は二転三転し、レコーディング当日まで何回も変わったとしている。メンバーの歌い分けは、プロデューサーであるもふくちゃん（福嶋麻衣子）が主に決めた。
夢眠ねむによれば、従来のでんぱ組.incの楽曲は小池雅也が手がけた「アキバっぽい曲」が多かったが、当楽曲は「何が起こっているか分からない曲」で、当初は「どこを歌うの？という感じだった」としている。パンクっぽい、メタルっぽいとも形容されている。また、「今までのでんぱ組.incはアニメ声っぽいイメージだったが、最上のウィスパーでお洒落な感じ、藤咲のフレッシュな感じ（古川未鈴いわく「天然のロリ声」）が加わり、従来のでんぱ組.incと被っていない」としている。成瀬瑛美は「従来のでんぱ組.incとは違うのに、でんぱ組.incっぽい感じがする」と表現している。

## でんぱれーどJAPAN/強い気持ち・強い愛
シングル『でんぱれーどJAPAN/強い気持ち・強い愛』 （でんぱれーどジャパン/つよいきもち・つよいあい）は、藤咲彩音、最上もががでんぱ組.incに加入し6名体制となってからの初シングルであり、同グループとして初の両A面シングル。この2名が加入した後に制作された楽曲「君も絶対に降参しないで進まなくちゃ!」（2016年発売のベスト・アルバム『WWDBEST 〜電波良好!〜』で初CD化）では藤咲、最上のソロパートが無いため、本作は「新メンバーのソロの歌声が聴ける初の楽曲」でもある。

### 収録曲（初回限定盤A）
CD
1. でんぱれーどJAPAN [4:10][1]
作詞：畑亜貴、作曲・編曲：玉屋2060%（Wienners）
2. 強い気持ち・強い愛 [4:45][1]
作詞：小沢健二、作曲：筒美京平、編曲：前山田健一
2013年3月に開催された「SHIBUYA FASHION FESTIVAL」にでんぱ組.incが参加するにあたってカバーが決定された楽曲[9]。夢眠は、自身が渋谷系の影響を強く受けていることからカバーが決まった際は非常に嬉しかったと述懐している[5][3]。
当初、当楽曲のカバーが決まった際、夢眠以外のメンバーは小沢健二という歌手そのものを知らなかったという[5]。
3. でんぱれーどJAPAN（Off vocal）
4. 強い気持ち・強い愛（Off vocal）

DVD
1. でんぱれーどJAPAN（Music Clip）
2. でんぱれーどJAPAN（Music Clipメイキング映像）
3. でんぱ散歩（前編）

### 収録曲（初回限定盤B）
CD
1. でんぱれーどJAPAN
2. 強い気持ち・強い愛
3. でんぱれーどJAPAN（Off vocal）
4. 強い気持ち・強い愛（Off vocal）

DVD
1. 強い気持ち・強い愛（Music Clip）
2. 強い気持ち・強い愛（Music Clipメイキング映像）
3. でんぱ散歩（後編）

### 収録曲（通常盤）
1. でんぱれーどJAPAN
2. 強い気持ち・強い愛
3. でんぱれーどJAPAN（Madmaid remix） [4:06][10]
4. でんぱれーどJAPAN（Off vocal）
5. 強い気持ち・強い愛（Off vocal）